# Praktmanakin
Praktmanakin (Chiroxiphia pareola) är en fågel i familjen manakiner inom ordningen tättingar.

## Utseende och läte
Hane praktmanakin är karakteristisk med svart kropp, himmelsblå rygg och en röd eller gul fläck på hjässan. Honan liknar munkmanakinen, men är slankare och med längre stjärt. Båda könen har orangefärgade ben. Lätet består av en enda högljudd ton. Under spelet avger hanen även en rad bisarra läten.

## Utbredning och systematik
Praktmanakin delas in i fyra underarter med följande utbredning:
- atlantica/pareola-gruppen
  - Chiroxiphia pareola pareola – förekommer i östra Venezuela, Guyana och norra och östra Amazonområdet i Brasilien
  - Chiroxiphia pareola atlantica - förekommer på Tobago
- Chiroxiphia pareola napensis – förekommer i tropiska sydöstra Colombia (från öster om Anderna) till östra Ecuador och östra Peru
- Chiroxiphia pareola regina – förekommer i tropiska nordöstra Peru (söder om Amazonfloden) och västra Amazonområdet i Brasilien

## Levnadssätt
Praktmanakinen förekommer i flodnära skogar och galleriskogar i både skogs- och savannområden. Den lever av frukt likt andra manakiner och kan därför påträffas vid fruktbärande buskar och träd. Hanen spelar för honan koordinerat i grupp med andra mindre dominanta hanar. Under övriga tider på året är fågeln tillbakadragen.

## Status och hot
Arten har ett stort utbredningsområde, men tros minska i antal, dock inte tillräckligt kraftigt för att den ska betraktas som hotad. Internationella naturvårdsunionen IUCN listar arten som livskraftig (LC).

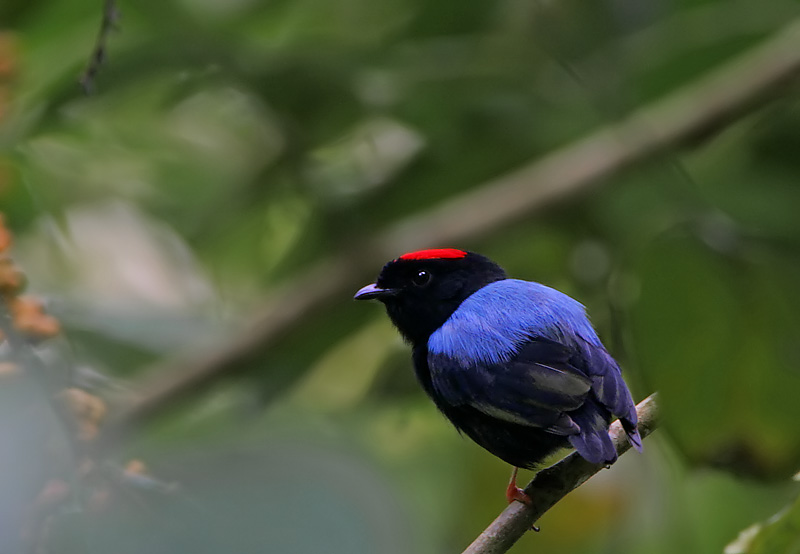
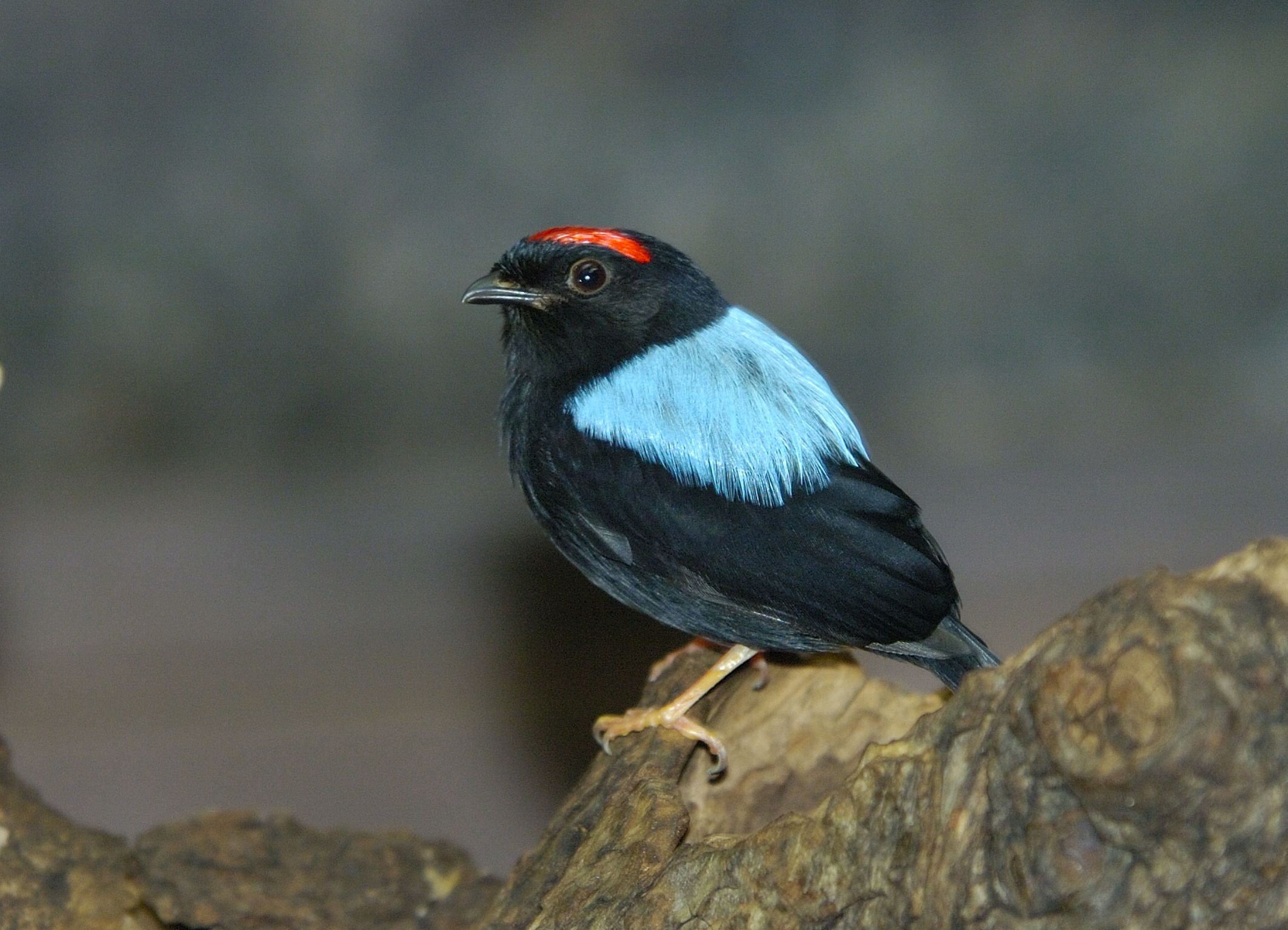
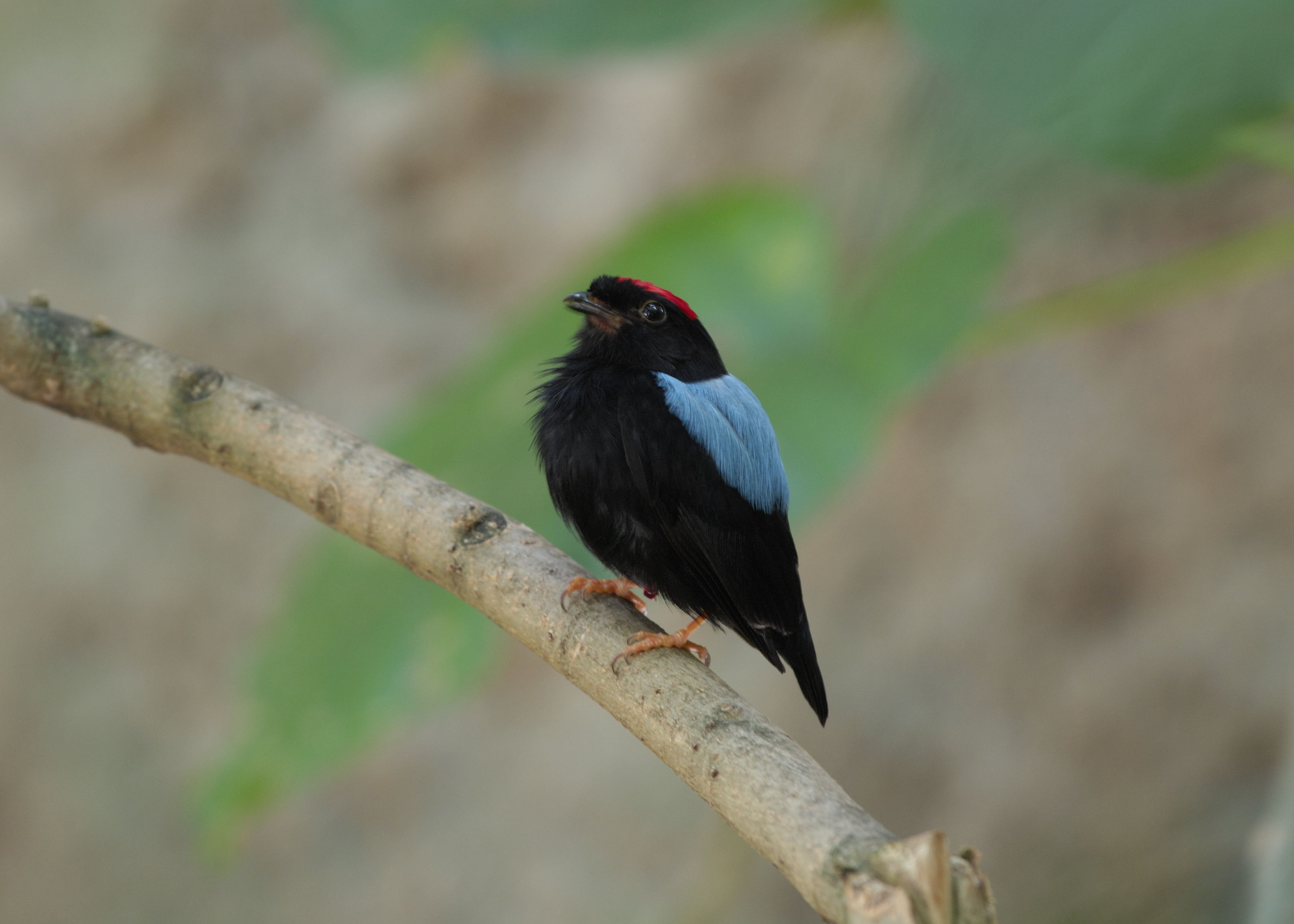